# Neotrichia unamas
Neotrichia unamas är en nattsländeart som beskrevs av Botosaneanu in Botosaneanu och Alkins-koo 1993. Neotrichia unamas ingår i släktet Neotrichia och familjen smånattsländor. Inga underarter finns listade i Catalogue of Life.